# Lepidura mallecoensis
Lepidura mallecoensis är en stekelart som beskrevs av Dasch 1974. Lepidura mallecoensis ingår i släktet Lepidura och familjen brokparasitsteklar. Inga underarter finns listade i Catalogue of Life.